# Tagasta indica
Tagasta indica är en insektsart som beskrevs av Bolívar, I. 1905. Tagasta indica ingår i släktet Tagasta och familjen Pyrgomorphidae.

## Underarter
Arten delas in i följande underarter:
- T. i. indica
- T. i. mutata